# Cofinimmo
Cofinimmo est une société immobilière belge spécialisée en immobilier de location.
Cofinimmo est une société belge d'investissement immobilier, spécialisée en immobilier de location. La société dispose d'un portefeuille de plus de 4 milliards d'euros[réf. nécessaire] répartis en Belgique, en France, aux Pays-Bas, en Allemagne et en Espagne. Le portefeuille regroupe de l’immobilier de santé (maisons de soins et de repos, des centres de revalidation, des hôpitaux psychiatriques, etc.) des bureaux, ainsi que des réseaux de distribution (un portefeuille de cafés loués à AB InBev et un portefeuille d'agences d'assurance louées à MAAF). Grâce à son expertise[non neutre], Cofinimmo a constitué un portefeuille immobilier de santé de près de 2,3 milliards d'euros en Europe.[réf. nécessaire]
Cofinimmo est cotée sur Euronext Brussels et fait partie de l'indice BEL20. La société bénéficie du statut SIR en Belgique (Société Immobilière Réglementée), du statut SIIC en France (Société d'Investissement Immobilier Cotée) et du statut FBI aux Pays-Bas (établissement d'investissement fiscal). Ses activités sont contrôlées par l'Autorité des Services et Marchés Financiers (FSMA), le régulateur belge.[réf. nécessaire]
Au 30 juin 2019, la capitalisation boursière totale de Cofinimmo s'élevait à plus de 3 milliards d’euros. La société applique une politique d'investissement visant à offrir un investissement à long terme, à faible risque et socialement responsable qui génère un dividende régulier, prévisible et croissant.

## Données boursières
Cofinimmo est cotée sur Euronext Brussels et est repris dans l'indice BEL20. La société bénéficie du statut de SIR (Société Immobilière Réglementée) en Belgique, de SIIC (Société d'Investissement Immobilier Cotée) en France et de FBI (Fiscale BeleggingsInstelling) aux Pays-Bas (code COFB)

## Actionnaires
Au 21 avril 2019.
| Nom                                        | Actions | %     |
| Predica                                    | 756 319 | 3,39% |
| The Vanguard Group                         | 729 287 | 3,27% |
| Norges Bank Investment Management          | 551 696 | 2,47% |
| BlackRock Advisors                         | 338 135 | 1,52% |
| Dimensional Fund Advisors                  | 326 065 | 1,46% |
| BlackRock Fund Advisors                    | 273 128 | 1,22% |
| BNP Paribas Asset Management France        | 213 185 | 0,96% |
| The Caisse de dépôt et placement du Québec | 167 000 | 0,75% |
| Baring Asset Management                    | 150 864 | 0,68% |
| SSgA Funds Management                      | 145 078 | 0,65% |